# Болгарська академія наук

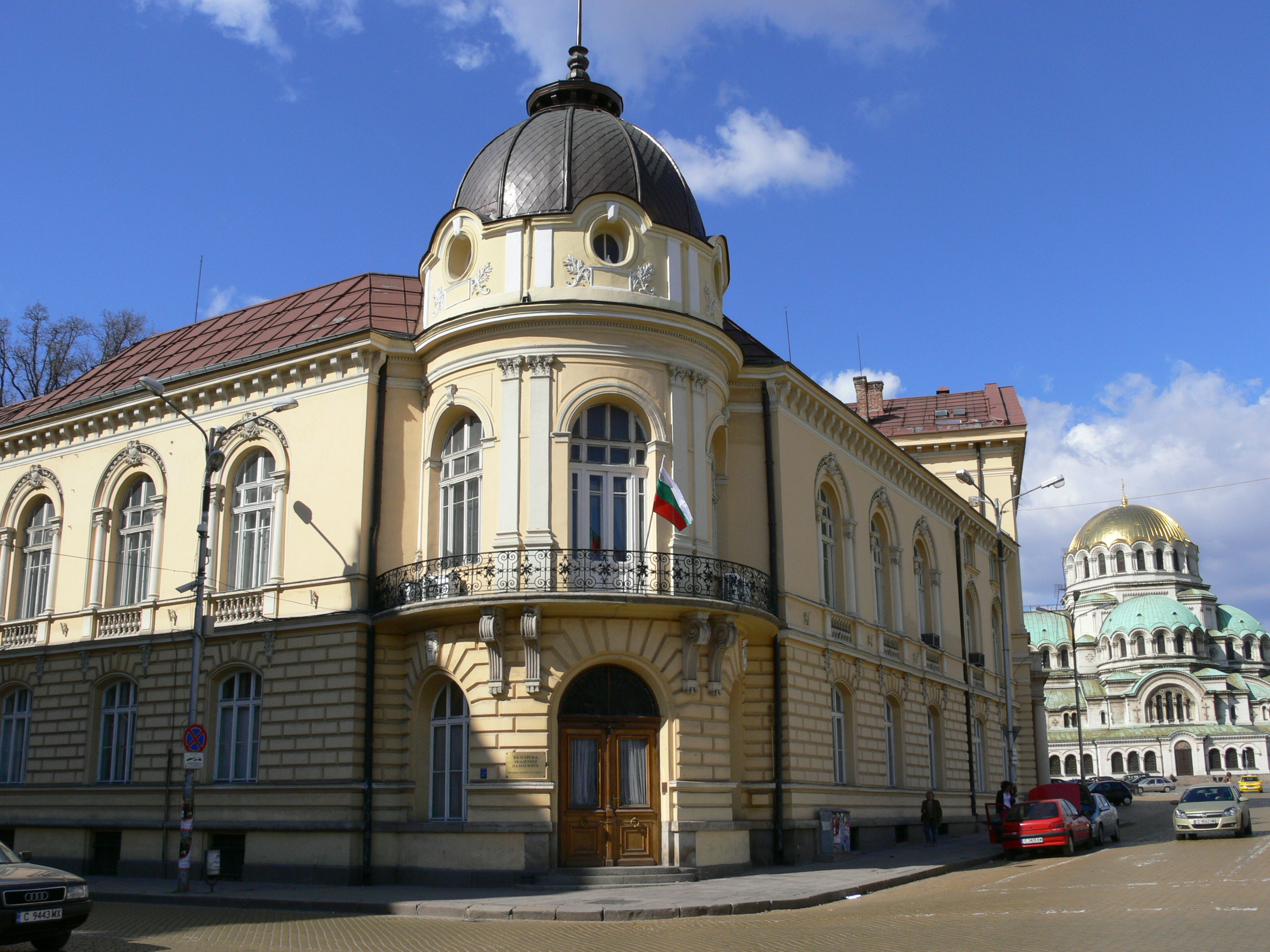
Болгарська академія наук

Болгарська Академія наук (болг. Българска академия на науките; БАН) — вища наукова установа Республіки Болгарії.
Міститься в місті Софії.

## З історії установи
Створена в 1911 році на базі болгарського літературного товариства (засноване 1869 року).
У складі Академії 1960 року було 43 академіки і 49 членів-кореспондентів.
У 1950—1960-і роки Болгарська Академія наук мала такі відділення: математичних і фізичних наук; технічних наук; геологічних, географічних і хімічних наук; біологічних і медичних наук; сільськогосподарських наук; філософських, економічних і правових наук; історичних і педагогічних наук; мовознавства, літературознавства і мистецтвознавства. При Академії є 35 н.-д. інститутів (1957). За останні роки виконано ряд важливих робіт з фізики, біології, медицини, с. г. та ін. Складено гідрогеологічну карту Болгарії. Створено «Географію Болгарії» (2 тт.), «Історію Болгарії» (2 тт.). Видано «Словник сучасної болгарської мови» (3 тт.; 64 тис. слів). Опубліковано перші 3 тт. «Фауни Болгарії». Широко відомі в багатьох країнах праці академіків Т. Павлова, В. Георгіева, А. Киселинчева та ін. Почесними членами Болгарської Академії наук обрано О. Несмєянова, О. Палладіна, Ф. Жоліо-Кюрі, Го Можо, Т. Лисенка, М. Мусхешвілі та ін. Членом-кореспондентом Болгарської Академії наук був П. Тичина. Ряд вчених Болгарії, в свою чергу, обрано почесними членами іноземних академій наук. Періодичні видання академії: «Известия» різних інститутів, «Списание на Бьлгарската академия на науките», «Философска мисьл», «Икономическа мисьл», «Литературна мисьл», «Археология», «Истори-чески преглед», «Природа», «Бьлгарски език».
Станом на 2006 рік БАН об'єднувала 86 наукових інститути й центральну адміністрацію із загальною кількістю співробітників близько 8 400 осіб.